# Frans E. Wickman
Frans Erik Wickman, född 21 mars 1915 i Spånga, död 2 januari 2003 i Lund, var en svensk geolog och mineralog.
Wickman avlade filosofie licentiatexamen 1943, var fysiker vid Bolidens Gruv AB 1944–1946 och biträdande lärare i mineralogi vid Stockholms högskola 1946–1947. Han var professor i mineralogi vid Naturhistoriska riksmuseet i Stockholm 1947–1967, i geokemi vid Pennsylvania State University 1967–1974 och i mineralogi och petrologi vid Stockholms universitet 1974–1980. Wickman var ledamot av statens naturvetenskapliga forskningsråd 1955–1962. Han promoverades till filosofie hedersdoktor i Stockholm 1952 och tilldelades Sixten Heymans pris 1983.
Wickmans forskning var bland annat inriktad på strukturbestämning av mineral och det var han som introducerade isotopgeologin i Sverige. Han ägnade sig även åt meteoritforskning och var den forskare som först insåg att många rundade strukturer i den svenska berggrunden bildats vid meteoritnedslag. Wickman invaldes som ledamot av svenska Vetenskapsakademien 1955 och var dess preses 1976–1979. Han invaldes i Det Norske Videnskaps-Akademi 1963, i Danske Videnskabernes Selskab 1971 och i Fysiografiska sällskapet i Lund 1973. Wickman var ordförande i Geologiska Föreningen i Stockholm 1975. Han har fått mineralet wickmanit uppkallat efter sig.